# Buschujew-Rind
Das Buschujew-Rind (Russisch: Бушуевская, Buschujewskaja) ist eine Rinderrasse aus Usbekistan.

## Herkunft
Das Buschujew-Rind stammt aus der Mirzachoʻl-Steppe, aus den Kreisen Syrdarja und Gulistan in der Provinz Syrdarja in Usbekistan. Sie sind in vielen Kreisen der Provinz Taschkent, aber auch in den Provinzen Samarkand, Ferghana, Surchandarja und anderen verbreitet.

## Zuchtgeschichte
Die Golodnaja-Steppe wurde Anfang des 20. Jahrhunderts besiedelt. Die importierten europäischen Rinderrassen hatten allerdings große Probleme mit dem kontinentalen Steppenklima. Auch die Babesiose machte Probleme.
M. M. Buschujew züchtete eine neue Rasse, indem er lokale Zebu-Rinder mit Schwarzbunten Niederungsrindern, Brown-Swiss- und einigen Fleckvieh-Stieren kreuzte.

## Situation heute
Heute werden die Tiere in Betrieben in den Kreisen Syrdarja, Gulistan und Woroschilow in den Provinzen Syrdarja, Taschkent, Samarkand und Choresmien in Karakalpakstan und Usbekistan gezüchtet. Die Mehrzahl dieser Rinder (86 %) sind in der Provinz Syrdarja konzentriert. Die Gesamtzahl betrug 1980 21.000 Tiere.

## Charakteristika
- Farbe: hermelin, d. h. weiß mit schwarzen Punkten, schwarzen Ohren, Augenringen und Maul
- starke Gestalt, harmonisches Exterieur, mittelschwer
- Brust tief
- starkes Skelett
- gut entwickelte Muskulatur
- Gewicht: Stiere 750 – 800 kg, Kühe 380 – 450 kg
- Milchleistung 2.500 kg mit 3,9 % Fett
- Babesiose-Resistenz
- gute Anpassung an kontinentales Steppenklima